# Girolamo Curti
Girolamo Curti zwany il Dentone (ur. 7 kwietnia 1575 w Bolonii, zm. 18 grudnia 1632 tamże) – włoski malarz barokowy, specjalizował się w malowaniu iluzorycznych perspektyw architektonicznych, zwanych kwadraturami.
Urodził się w Bolonii w ubogiej rodzinie. Do ukończenia 25 lat pracował w przędzalni. Jego pierwszym formalnym nauczycielem malarstwa był Cesare Baglioni z Cremony. Szybko się usamodzielnił i zaczął współpracę z innym uczniem Baglioniego, Lionellem Spadą. Z początkiem XVII wspólnie malowali kwadratury: Curti tworzył struktury, a Spada postaci. Wkrótce rozstali się, a Curti podróżował malując freski w Modenie, Parmie (1618 i 1630), Rzymie (1623) i Genui. Wrócił z Rzymu do Bolonii, gdzie jego uczniami zostali Angelo Michele Colonna, Agostino Mitelli i Andrea Seghizzi. Znaczna część jego dzieł została utracona na przestrzeni wieków.